# Chorroblanco
Chorroblanco es una de las 10 veredas que conforman la zona rural de la ciudad colombiana de Tunja.

## Geografía
La vereda Chorroblanco está ubicada en la parte suroriental del municipio. Limita por el norte con las veredas de Runta -  El Porvenir y el Municipio de Soracá, por el sur y el este con el municipio de Boyacá y por el oeste con las veredas de Barón Germania y Barón Gallero. 

## Demografía
El 51% de la población total son hombres y el 49% son mujeres. De 980 habitantes el 68% tiene educación primaria, el 30% educación secundaria y el 2% estudios superiores. 
Siguiendo la tendencia de la mayoría de la población rural de Tunja, el 60% son migrantes provenientes en un 30% del Puente de Boyacá, de Tierra Negra en un 10%, del municipio de Boyacá 10%, del municipio de Nuevo Colón 5% y la vereda La Hoya 5%. 
Producto de este proceso, el 50% de los migrantes compraron terreno, y el otro 50% lo hicieron inicialmente con el ánimo de buscar trabajo y de la misma forma se establecieron allí. El promedio de años que esta población lleva viviendo en esta 
vereda es de 15, y la totalidad de la población son dueños de los terrenos que ocupan. 

## Servicios público
La vereda cuenta en un 90% con los servicios de energía, 80% con acueducto y el 20% tienen cisterna dentro de la finca, pero no cuentan con red de saneamiento y telefonía rural. 
En desarrollo del proceso de ocupación de sus predios la población ha ido construyendo sus viviendas, el 100% de estas estaban destinadas al uso de habitabilidad, pero con el paso del tiempo el 30% han cambiado el uso a mixto, en un 10% funcionan restaurantes y en un 20% tiendas.